# NGC 7547
NGC 7547 је спирална галаксија у сазвежђу Пегаз која се налази на NGC листи објеката дубоког неба.
Деклинација објекта је + 18° 58' 25" а ректасцензија 23h 15m 3,4s. Привидна величина (магнитуда) објекта NGC 7547 износи 13,6 а фотографска магнитуда 14,6. NGC 7547 је још познат и под ознакама UGC 12453, MCG 3-59-13, CGCG 454-11, ARP 99, HCG 93C, PGC 70819.